# Papilio deiphobus
Papilio deiphobus är en fjärilsart som beskrevs av Carl von Linné 1758. Papilio deiphobus ingår i släktet Papilio och familjen riddarfjärilar. Inga underarter finns listade i Catalogue of Life.

## Bildgalleri

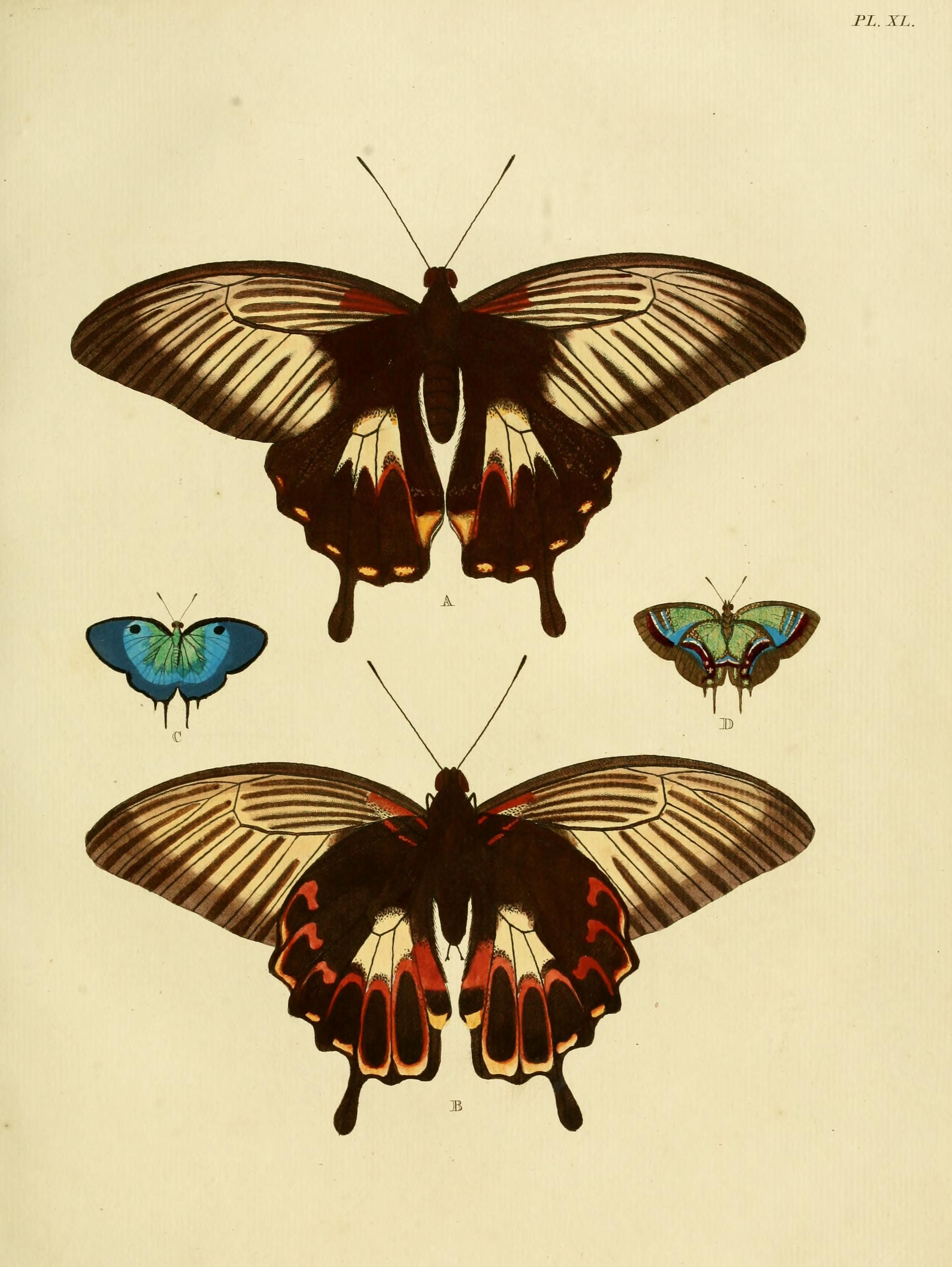
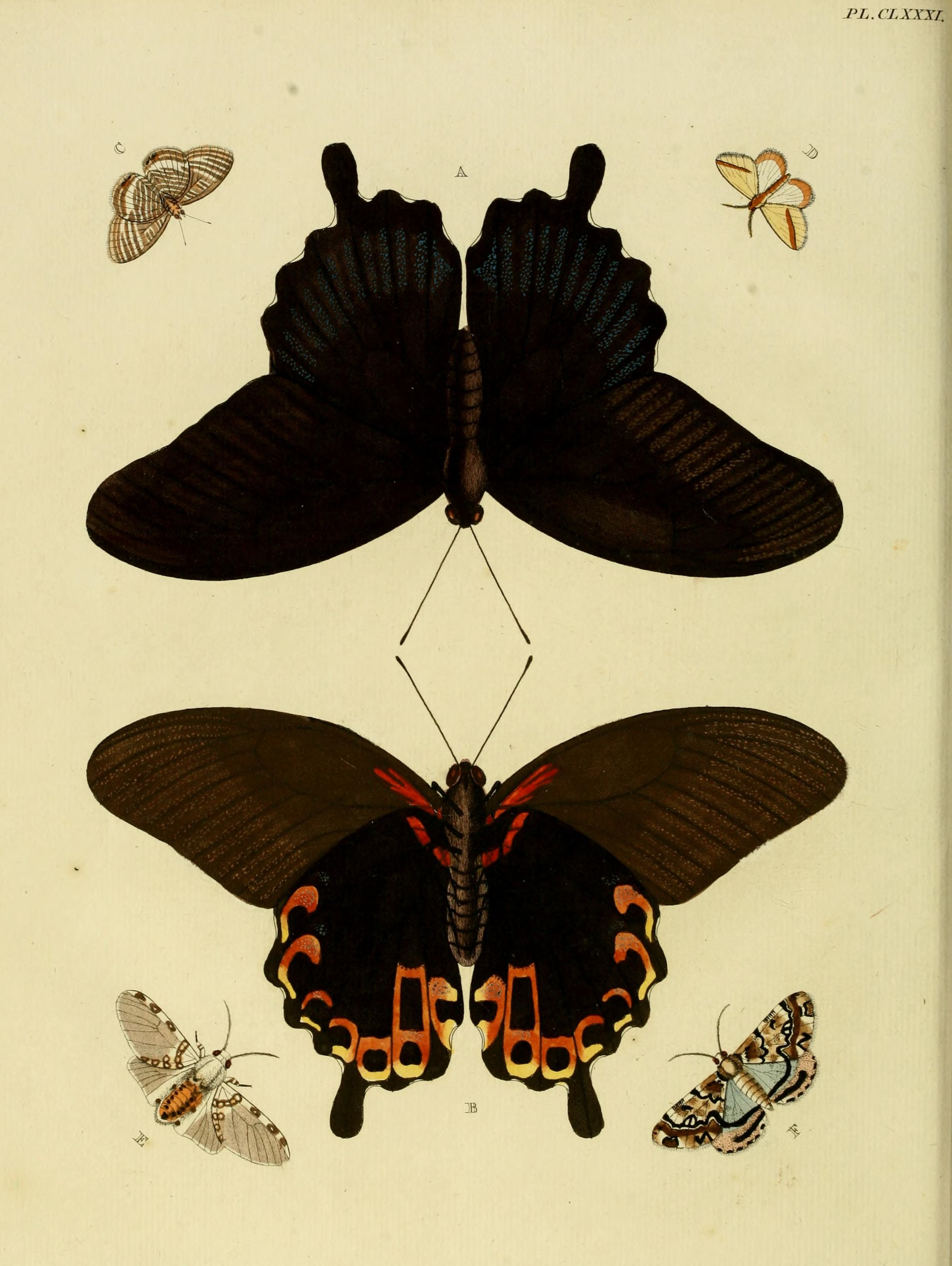
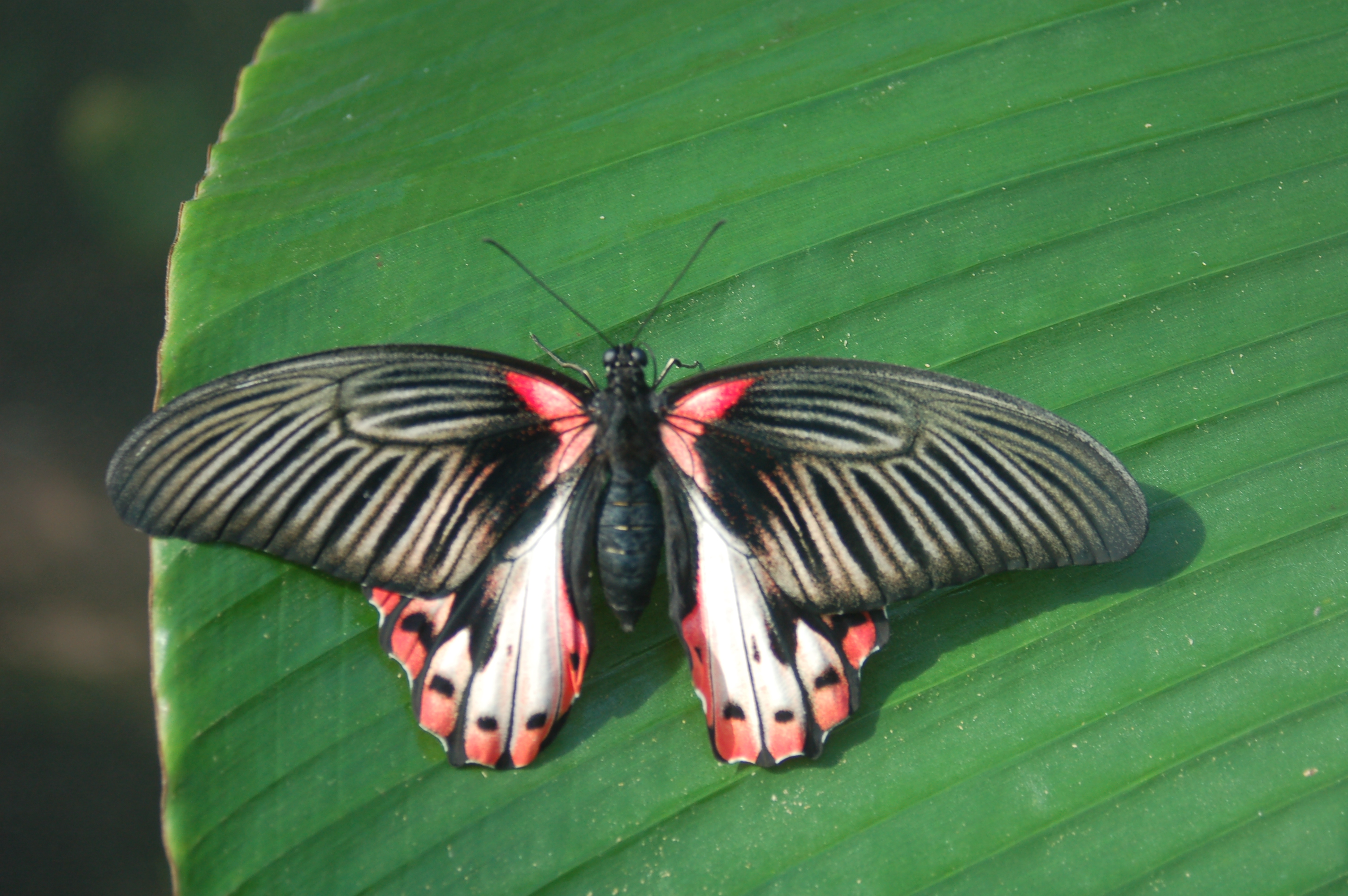
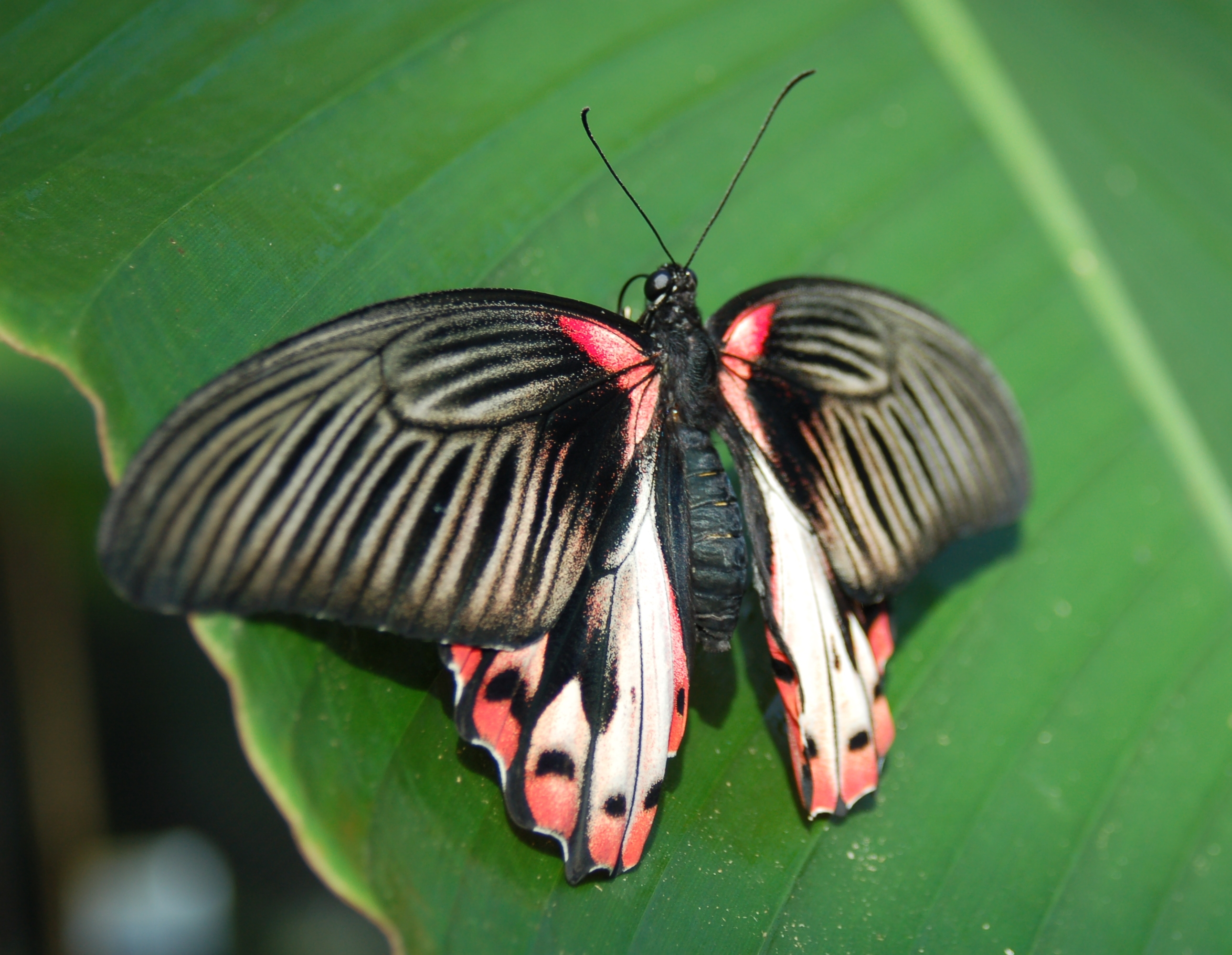
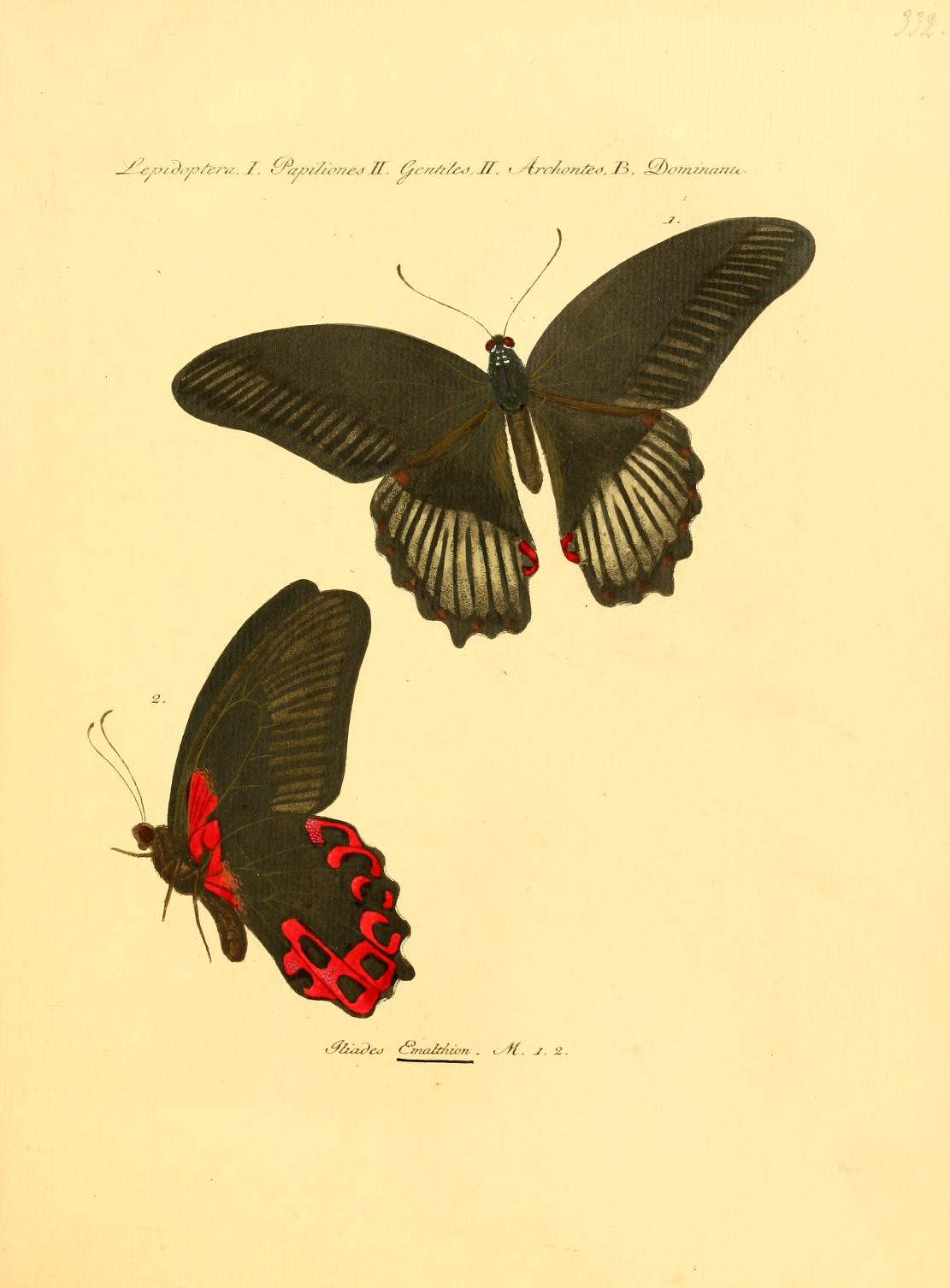